# Laura Giuliani
Pour les articles homonymes, voir Giuliani.
Laura Giuliani, née le 5 juin 1993 à Milan, est une footballeuse internationale italienne, évoluant au poste de gardienne de but à l'AC Milan.

## Carrière en club

### FCF Como 2000
En 2009, après avoir terminé sa carrière au sein du SS La Benvenuta, un club situé à Bollate, une ville située au nord-ouest de Milan, Giuliani déménage à Côme pour participer à la saison 2009-2010 de la Série A2. Ses débuts ont lieu le 14 février 2010, contre l'ACF Trente. Elle fait partie du onze de départ pour la saison 2010-2011 et joue les 22 matches de championnat, concédant 15 buts. Como 2000 obtient par la suite l'accession en Serie A après le retrait de Reggiana. Giuliani fait ses débuts en Serie A le 9 octobre 2011, contre Tavagnacco et joue 22 matches sur les 26 matches de championnat, concédant 37 buts ; Côme termine la saison à la neuvième place.

### FSV Gütersloh 2009
Le 21 septembre 2012, Giuliani annonce qu'elle rejoindra le club allemand de Bundesliga du FSV Gütersloh 2009. Elle commence son premier match pour l'équipe le 14 novembre 2012.

### HSV  Borussia Friedenstal
Giuliani évolue deux saisons au HSV Borussia Friedenstal.

### FC Cologne
Giuliani a déménagé à 1. FC Koln pour la saison 2015-2016; elle a commencé comme remplaçante de Lena Nuding, mais a progressivement joué de plus, mais n'a pas pu empêcher son équipe d'être rétrogradée. 

### SC Fribourg
Avant la fin de la saison 2015-2016, Köln étant déjà mathématiquement relégué à 2. En Bundesliga, Giuliani a signé par le SC Freiburg où elle sera probablement la remplaçante de Laura Benkarth. 

### Juventus FC
Elle a signé pour la nouvelle équipe de la Juventus en 2017.

### AC Milan
En 2021, Laura Giuliani signe à l'AC Milan, le club de sa ville natale.

## Carrière internationale

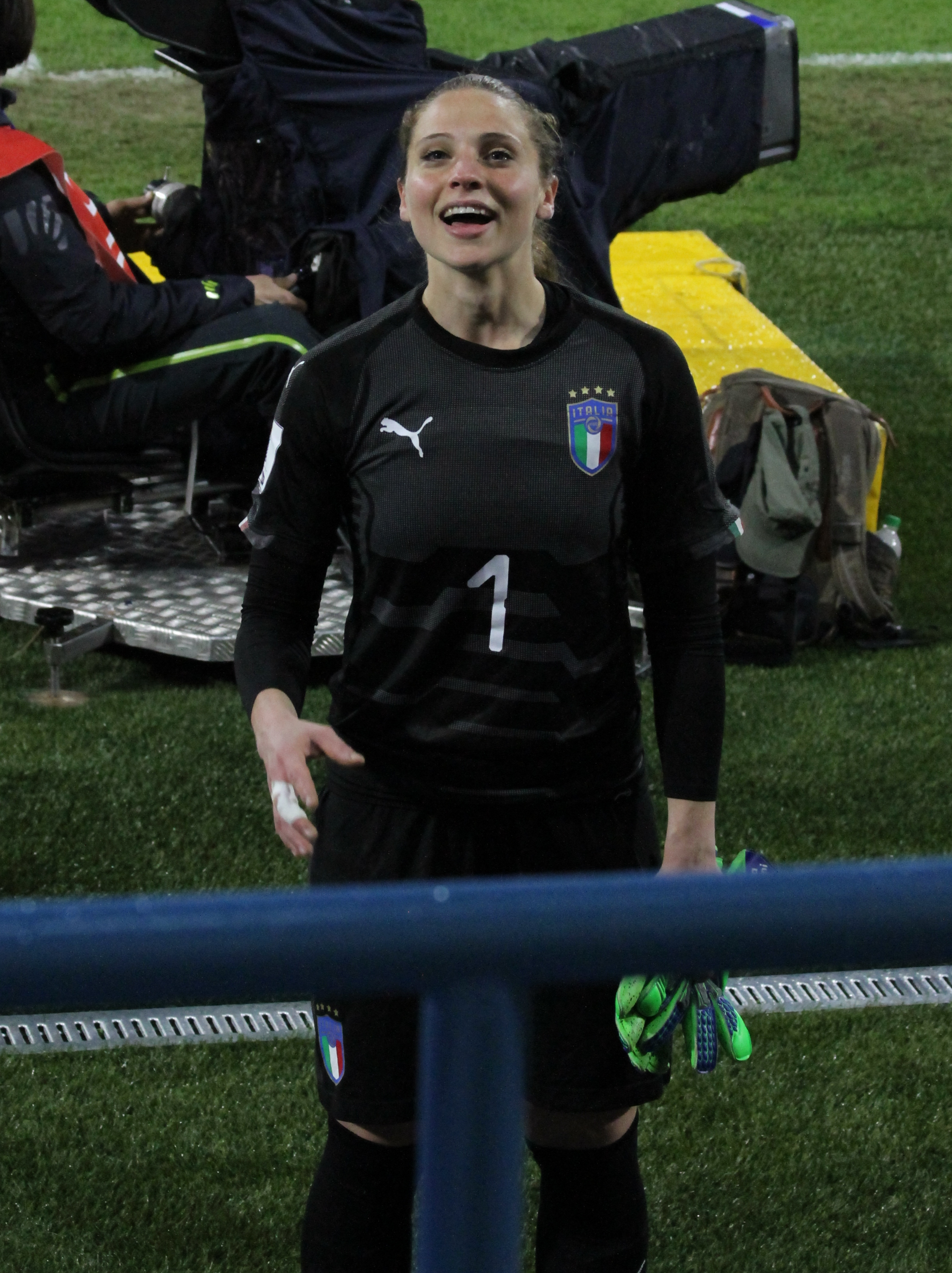
Laura Giuliani avec le maillot de la sélection italienne

### Moins de 19 ans
Giuliani a reçu son premier appel de l'équipe italienne U19 le 5 mars 2011 pour un match amical. Elle a fait ses débuts en UEFA le 30 mai 2011, lors de l' euro féminin 2011, lors du premier match de la phase de groupes contre la Russie  l'Italie atteignait les demi-finales où elle était éliminée par la Norvège. Elle a totalisé 19 sélections pour l'équipe des moins de 19 ans. 

### Moins de 20 ans
Giuliani a fait ses débuts dans la FIFA le 19 août 2012, lors du premier match de la phase de groupes contre le Brésil  de la Coupe du Monde U-20. L'Italie a fait match nul 1 à 1 avec le Brésil et a perdu les deux matches suivants, les laissant hors des quarts de finale. Giuliani a joué les trois matches de la phase de groupes en concédant sept buts. 

### Sénior
Giuliani a reçu son premier appel pour l'équipe senior alors que l'Italie était opposée à l'Autriche lors d'un match amical organisé le 7 avril 2013  Elle a été exclue du groupe qui a pris part à l'euro féminin UEFA 2013. Elle a fait ses débuts le 5 avril 2014 contre l'Espagne lors d'un match de qualification pour la Coupe du Monde Féminine de la FIFA 2015.
En 2019, elle fait partie des 23 joueuses retenues afin de participer à la Coupe du monde organisée en France.

## Palmarès
Juventus FC
- Serie A : Championne en 2017–2018, 2018–2019
- Coppa Italia : Vainqueur en 2018-2019